# 中田幸吉
中田 幸吉（なかだ こうきち、1915年〈大正4年〉12月7日 - 1980年〈昭和55年〉9月18日）は、日本の農林技官、政治家。富山県知事（3期）。位階は正四位。勲二等瑞宝章綬章。

## 来歴
富山県富山市出身。薬種商・15代中田清兵衛の五男として生まれる。富山高等学校を経て、1940年（昭和15年）、東京帝国大学農学部林学科を卒業。農林省に入り山林局に勤務。
1952年（昭和27年）、沼田営林署長に就任。長野県林産課長、同林業課長、同林務部長を歴任。1963年（昭和38年）、林野庁林道課長となる。1966年（昭和41年）、富山県に派遣され農地林務部長を務める。
1969年（昭和44年）12月、吉田実の衆院選出馬による辞職に伴い行われた県知事選に自民党の公認を受けて富山県知事選に出馬。吉田の下で副知事を務め吉田も応援した小林謙や社会党県議だった改井秀雄・共産党公認の平田貢との激しい選挙戦を制して初当選を果たした（同年12月27日）。「愛と繁栄の県政」を掲げ、公害対策、産業振興に尽力した。連続3期務めた。1980年（昭和55年）9月18日、国立がんセンターで死去した。年65。

## 親族
- 養祖父 14代中田清兵衛（父の養父、貴族院多額納税者議員）[5][8]
- 兄 16代中田清兵衛（北陸銀行頭取）[4]